# Gros-Chêne (Namen)
Gros-Chêne is een plaats in de deelgemeente Méan van de Belgische gemeente Havelange. Gros-Chêne ligt in de Waalse provincie Namen.

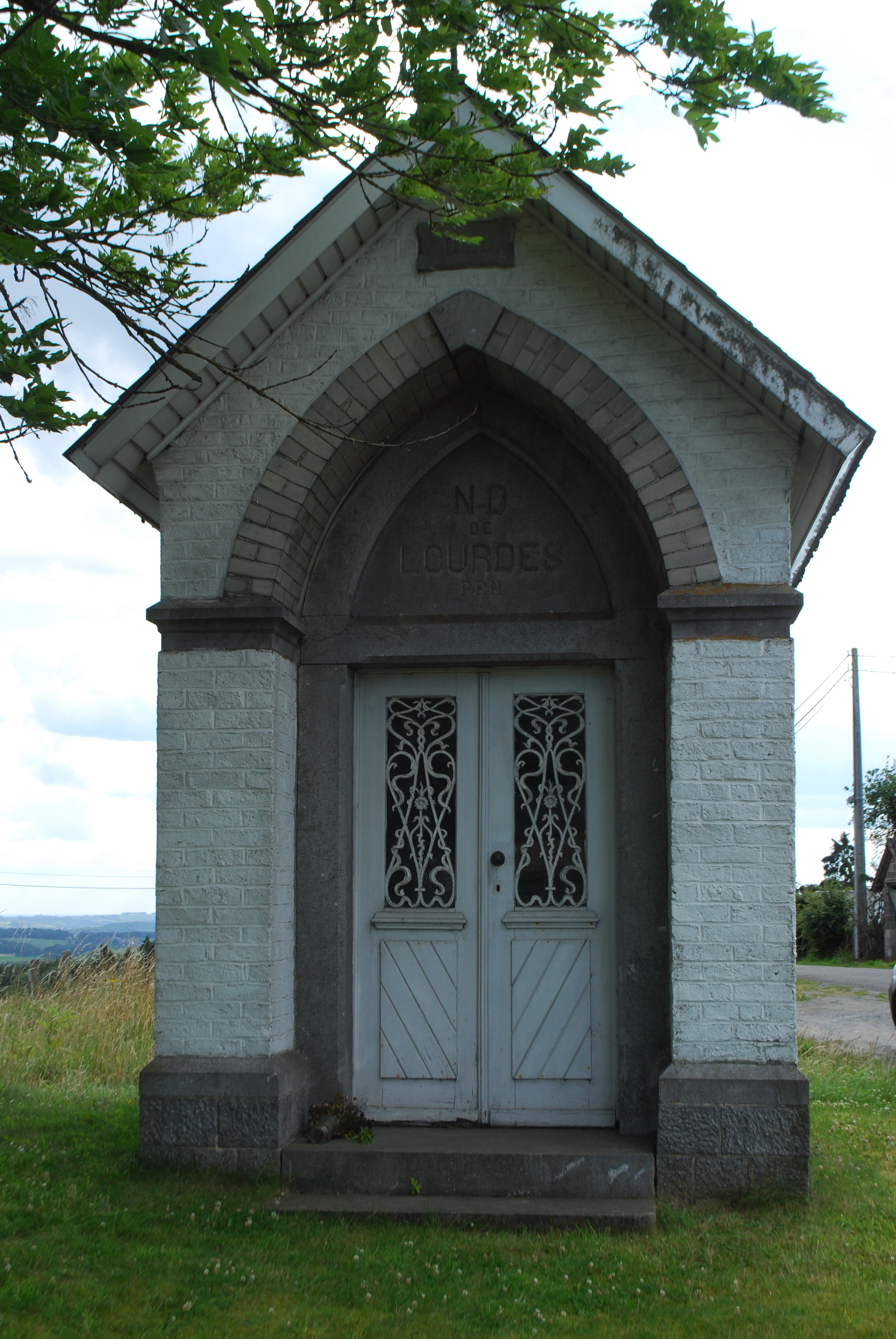
Onze-Lieve-Vrouwekapel te Gros-Chêne

Deelgemeenten: Barvaux-Condroz · Flostoy · Havelange · Jeneffe · Maffe · Méan · Miécret · Porcheresse · Verlée

Overige dorpen: Barsy · Bassines · Béole · Bormenville · Buzin · Champs-du-Bois · Doyon · Émeville · Failon · Gros-Chêne · Homezée · Montegnet · Ossogne · Rémont

Belgische gemeenten · arrondissement Dinant · provincie Namen · Wallonië